# 一臂人
一臂人（いっぴじん）は中国に伝わる伝説上の人種である。古代中国では西方に位置する国に棲んでいたとされる。

## 概説
古代中国の地理書『山海経』の海外西経によると、一臂国は三身国の北、奇肱国の南にあり、一臂人は人間の姿をしているが、手足目鼻などはひとつであり人間を半分にしたようなものだという。
類書である王圻『三才図会』では一臂人は二人組になって交互に足を出したりすることによって動くことが出来ると紹介されており、日本の『和漢三才図会』や奈良絵本『異国物語』などでもその解説が使われている。

## 一臂人の登場する作品
葛飾北斎『北斎漫画』
第12編（1834年）の「蛮国の療治」に描かれている。
歌川国芳 朝比奈諸国廻り図（1829年）
朝比奈三郎が出会ったとされるさまざまな異国人物が描かれている錦絵。半身国という表示の下に描かれている。
河鍋暁斎『朝比奈三郎絵巻』（1868年頃）
暁斎による絵巻物作品。朝比奈が訪れる異国のひとつとして登場している。